# Verdrag van Straatsburg
Het Verdrag van Straatsburg (in de volksmond bekend als anti-piratenwet), dat op 22 januari 1965 gesloten werd in Straatsburg, betekende in wezen het einde van de zeezenders.
Door dit verdrag werd medewerking aan radio- of tv-uitzendingen vanaf vaar- en vliegtuigen in internationale wateren verboden. Het verdrag trad in februari 1965 in werking.
België, Denemarken, Frankrijk, Griekenland, Luxemburg, Zweden, Nederland en het Verenigd Koninkrijk waren de eerste ondertekenaars van dit verdrag.

## Nederland
Nederland was een van de ondertekenaars. De regering-Marijnen was in februari 1965 gevallen over een nieuwe Omroepwet die was ingediend nadat TV Noordzee, uitzendend vanaf het REM-eiland voor de kust van Noordwijk, in december 1964 gedwongen werd de uitzendingen te staken. Hiervoor was een noodwet aangenomen die uitzendingen vanaf bouwwerken op het continentaal plat binnen een grens van 200 km vanaf de kust verbood. De initiatiefnemers van TV Noordzee richtten direct daarop de Televisie en Radio Omroep Stichting (TROS) op en vroegen een uitzendvergunning binnen het publieke bestel aan. Daarop barstte in het parlement een discussie los over reclame-uitzendingen door een op te richten Stichting Ether Reclame (STER) als middel ter regulering van commerciële radio- en tv-uitzendingen. Pas in 1973 vroeg de regering Den Uyl de Tweede Kamer het verdrag ook in Nederland te ratificeren. Aanleiding was de bomaanslag op het zendschip Mebo II van Radio Noordzee Internationaal op 15 mei 1971 en de komst in 1972 en 1973 van de zeezenders Radio Caroline, Radio Atlantis en Radio Mi Amigo.
Tegen de mogelijke ratificatie van het verdrag werd op 18 april 1973 door Radio Veronica een massademonstratie georganiseerd in Den Haag. Nederlandse popsterren en Rob Out woonden het debat vanaf de tribune in de Tweede Kamer bij. Dit terwijl het zendschip Norderney van Radio Veronica gestrand was en op de kust van Scheveningen lag. Het voorstel werd in januari 1974 in de Eerste Kamer definitief aangenomen. In beide Kamers stemden onder andere de VVD, CPN en Boerenpartij tegen. Hierna kon de overheid maatregelen treffen tegen de populaire zeezenders zoals Radio Veronica, Radio Noordzee, Radio Atlantis en Radio Mi Amigo/Radio Caroline. Zij allen moesten per 31 augustus 1974 hun uitzendingen van schepen die geankerd lagen voor de Nederlandse kust, staken.
Hoewel de laatste twee een Vlaamse zender en een Vlaams-Engelse zender waren, lagen zij voor de Nederlandse kust, hadden hun kantoor- en studioadres in Nederland en werden vanuit Nederland bevoorraad.

## Na 31 augustus 1974
Radio Mi Amigo/Radio Caroline (twee zenders op één schip) lichtte op 29 augustus 1974 de ankers, twee dagen voor de wet in werking trad, en voer door naar de Theemsmonding. Men verplaatste de kantoren en studio naar Platja d'Aro, een badplaats in de provincie Gerona in Catalonië, Spanje en het schip werd voortaan stiekem bevoorraad via havens in Engeland, Frankrijk, België en Nederland.
Later doken toch weer Radio Delmare (1979), Radio Paradijs (1981) en Radio Monique in 1984 als Nederlandstalige zeezenders op voor de Nederlandse en de Engelse kust. In 1984 startte zelfs een Amerikaanse zeezender, Laser 558, van voor de Engelse kust.
Pas in 1991 kwam er een einde aan de illegale zeezenders.
Radio Caroline vond bijna haar einde als zeezender toen de Britse en Nederlandse autoriteiten een inval uitvoerden op de zender en alles in beslag namen of kapotsloegen op 19 augustus 1989. Radio 819, de opvolger van Radio 558 en Radio Monique, verdween definitief, evenals de religieuze kortegolfzender die storing zou hebben veroorzaakt. Radio Caroline kwam zwakjes terug, maar werd op 558 kHz doelbewust gestoord door Spectrum Radio - zo'n 10 km ten zuidoosten van Londen - waaraan door de Engelse autoriteiten dezelfde frequentie was toegewezen. Uiteindelijk week men weer uit naar de 819 kHz, maar door financiële problemen én doordat per 1 januari 1990 de Marine Offences Act (MOA) "aangescherpt" werd, werd de bevoorrading van de Ross Revenge bemoeilijkt en staakte Caroline een jaar later haar uitzendingen. In de herfst van 1991 moest uiteindelijk tijdens een zware storm de nog aanwezige bemanning van boord worden gehaald, nadat het (niet-uitzendende) schip van zijn ankers was geslagen en even daarna op een Engels strand was terechtgekomen. Vervolgens werd de Ross Revenge een Engelse haven binnengesleept.

## Engelse zeezenders
Het Verenigd Koninkrijk tekende ook direct in 1965, maar pas in 1967 trad daar de Marine Offences Act in werking, op 15 augustus. Van alle Engelse zeezenders ging alleen Radio Caroline van Ronan O'Rahilly na 15 augustus 1967 door tot maart 1968.